# 139
Secole: Secolul I - Secolul al II-lea - Secolul al III-lea
Decenii: Anii 80 Anii 90 Anii 100 Anii 110 Anii 120 - Anii 130 - Anii 140 Anii 150 Anii 160 Anii 170 Anii 180
Ani: 134 | 135 | 136 | 137 | 138 | 139 | 140 | 141 | 142 | 143 | 144